# Laurent Courtiaud
 (février 2024).
Si vous disposez d'ouvrages ou d'articles de référence ou si vous connaissez des sites web de qualité traitant du thème abordé ici, merci de compléter l'article en donnant les références utiles à sa vérifiabilité et en les liant à la section « Notes et références ».
Laurent Courtiaud est un réalisateur et scénariste français né à Limoges. Il a fait une partie de sa carrière à Hong Kong.

## Biographie
Successivement journaliste, chargé de cours de découpage filmique à l'ENS Louis-Lumière, critique de cinéma, réalisateur audiovisuel et écrivain, Laurent Courtiaud rencontre Julien Carbon à Paris en 1990. De leur passion pour le cinéma asiatique nait un duo qui fera carrière en Chine, à Hong Kong.
Il participe d'abord à Butterfly Warriors, un luxueux fanzine sur le cinéma venu d'Asie, qui est alors pratiquement inconnu, et contribue à faire connaître celui de Hong Kong. En 1995, il se prépare à se lancer dans l'aventure hongkongaise tout en collaborant à la création de la revue HK Orient Extrême Cinéma.
En 1996, avec Julien Carbon, il vend son premier scénario au réalisateur Tsui Hark qui les invite à le rejoindre. Ensemble, ils intègrent la Film Workshop comme scénaristes, et là développent de nombreux scénarios. À la fin de leur contrat, ils se lancent à leur compte et connaissent le succès en 1999 avec Running Out of Time de Johnnie To. Julien Carbon et Laurent Courtiaud rejoignent un temps Vancouver pour participer au tournage de Black Door de Kit Wong, dont ils signent le scénario. Ils s'occupent ensuite de l'histoire de Black Mask 2 et écrivent le scénario du Talisman pour Michelle Yeoh. Ils travaillent ensuite comme scénaristes pour Wong Kar-wai et participent au tournage de In the Mood for Love dans lequel ils apparaissent par ailleurs ,,.
En 2007, ils fondent leur maison de production Red East Pictures, en collaboration avec la réalisatrice Kit Wong, afin de réaliser leurs propres films, des œuvres de genre à forte identité.
En 2008, le duo réalise un court-métrage, Betrayal, puis tourne en 2009 un premier long métrage Les Nuits rouges du Bourreau de Jade.
Aujourd'hui, Laurent Courtiaud s'est installé en France où il écrit pour le cinéma et la télévision.

## Filmographie

### Scénariste
- 1999 : Running Out of Time (Aau chin)
- 2000 : Black Door
- 2002 : Black Mask 2: City of Masks (Hak hap 2)[9]
- 2002 : Le Talisman (Tian mai chuan qi)
- 2021 : Astrid et Raphaelle (Saison 2 épisode 2)[10]

### Réalisateur
- 2008 : Betrayal (avec Carrie Ng, Yat-Wah Ho, Siu Ping-Lam (ja) et Esther Sham)
- 2011 : Les Nuits rouges du Bourreau de Jade

## Auteur
Sous la direction de Jean Rollin :
- Les Enfants du sang (Fleuve noir, collection Frayeur)[11]
- Les Voleurs de vie (Fleuve noir, collection Frayeur)[12]

## Distinctions
- Prix du meilleur scénario aux Golden Bauhinia Awards 2000 pour Running Out of Time